# Sivatagi cápák
A Sivatagi cápák című amerikai háborús filmszatírát 1999-ben mutatták be.
A történet szerint az öbölháború végén négy amerikai katona megpróbálja Irak Kuvaittól ellopott aranykészletét ellopni. A rendező David O. Russell, aki John Ridley alapötlete alapján a forgatókönyvet is írta. A főbb szerepekben George Clooney, Mark Wahlberg, Ice Cube és Spike Jonze láthatóak.
Ez a film volt Russell első stúdiófilmje, a forgatáson sok problémát vetett fel mind az alkotás politikai felhangja miatti aggodalom, mind pedig Russell és Clooney gyűlölködése. Kettejük között több vita is kirobbant a film készítése során.
Bemutatójára 1999. október 1-jén került sor az Egyesült Államokban, Magyarországon 2000. február 24-én került a mozikba.
A 75 millió dolláros költségvetésű film az Amerikai Egyesült Államokban több mint 60 millió dollár bevételt szerzett, míg az összbevétele 107,7 millió dollár lett.
Az alkotás kedvező kritikai fogadtatásban részesült, a Rotten Tomatoes 94%-os értékeléssel az 1999-es év 5. legjobb alkotásaként jegyzi. Több kritikus szólt elismerően az arabok sablonoktól és sztereotípiáktól mentes ábrázolásáról, az akciójelenetekről és a film humoráról. Ennek ellenére sokan azzal támadták, hogy egyszerű propagandafilmről van szó.
A Sivatagi cápák egyetlen Oscar-jelölést sem kapott, azonban több filmkritikus-szövetség, illetve a Politikai Filmszövetség (Political Film Society) is díjazta.

## Cselekménye
|  | Alább a cselekmény részletei következnek! |

A film elején egy iraki katona próbálja megadni magát az öbölháború utáni káoszt felszámolni igyekvő tartalékos amerikai seregnek. Mivel senki nem tudja, hogy mi a teendő az adott helyzetben, Troy Barlow főtörzsőrmester (Mark Wahlberg) lelövi. A kétes sikerrel még jobban kivívja Conrad Vig tizedes (Spike Jonze) és Walter Wogerman specialista (Jamie Kennedy) tiszteletét. A háború végét ünneplő katonák éjszakába nyúlóan mulatoznak.
A tábor másik végében a hadsereg különleges erőinek őrnagya, Archie Gates (George Clooney) és Cathy Daitch (Judy Greer) újságíró egy sátorban hancúrozik. Adriana Cruz (Nora Dunn) riporter zavarja meg őket, akit Archie-nak kellene végigkísérnie a táboron és riportjához anyagot biztosítania. Az unatkozó őrnagy akarata ellenére is kénytelen a riporterrel tartani és segíteni őt készülő tudósításában.
A következő nap Troy egységének iraki hadifoglyokat kell átkutatnia. Az egyiküknél egy térképet találnak. Troy úgy dönt, nem jelenti feletteseinek az esetet, hanem teljes titokban megkéri Chief Elgin törzsőrmestert (Ice Cube), hogy próbálja meg lefordítani a dokumentumot. Archie azonban megzavarja őket. Amikor áttanulmányozza a rajzot, elmondja a többieknek, hogy az Szaddám Huszein titkos bunkereinek helyét jelöli, ahol az iraki hadsereg a Kuvaittól ellopott aranyat rejtegeti. Elhatározzák, hogy ellopják az aranyat. Archie sikeresen lerázza Adrianát, majd másnap elindulnak a közeli faluban található bunker felé.
A Bush által meghirdetett fegyverszünetet kihasználva Archie, Troy, Chief és Conrad vérontás nélkül elfoglalják a bunkert. Itt a Kuvaittól ellopott más értékes holmik között megtalálják az aranyrudakat, egy szobában azonban rábukkannak az iraki felkelés egyik fogvatartott vezetőjére (Cliff Curtis) és családjára is. Már indulnának vissza a bázisra, amikor a fogoly felesége könyörögni kezd nekik, hogy segítsenek a Szaddám ellen harcoló falusiaknak. Az egyik iraki gárdista fejbe lövi a nőt. Archie szerint nem hagyhatják csak így ott a civileket, ezért megszegi a tűzszünetet és fegyveres harc bontakozik ki. Sikerül kiszabadítaniuk a felkelés vezetőjét és családját, majd elmenekülnek, épp mielőtt megérkezik az iraki erősítés. Az amerikaiak egy aknamezőre hajtanak, hogy elkerüljék az irakiak könnygáztámadását, menekülés közben azonban szétválnak. Troyt elfogják, míg a többieket a hegyekben bujkáló felkelők biztonságba vezetik, majd összegyűjtik a szétszóródott aranyat. A föld alatti rejtekhelyen Conrad, Chief és Archie megegyeznek, hogy segítenek a felkelőknek átjutni az iráni határon, miután kiszabadították Troyt.
Troyt az egyik elhagyatott bunkerbe viszik, és egy szobába zárják. Itt a sok kacat között talál egy működő telefont, amivel sikerül elérnie feleségét. Megkéri, hogy hívja fel bázisát, és mondja meg nekik, hogy hol van. Beszélgetésüket megszakítják az iraki katonák, és Troyt elviszik kihallgatni. Az őt kikérdező Saïd százados (Saïd Taghmaoui) elmondja Troynak, hogy az amerikaiaktól tanult meg vallatni, majd kérdőre vonja, hogy mi keresnivalójuk van nekik az ő országában. Azt is elmeséli, hogy egyéves fia Bagdad amerikai bombázása során halt meg. Troy elmeséli, hogy neki is van egy kislánya, aki most egy hónapos.
Archie-ék a lázadókkal felkeresnek egy csapat iraki dezertőrt. Meggyőzik őket, hogy adják el nekik a Kuvaitból lopott luxusautókat, amiket feldíszítenek úgy, mintha Szaddám konvoja lenne. Ezek után a bunker elé hajtanak és azt a látszatot keltik, hogy a diktátor meg akarja öletni a bunkert őrző katonákat az arany elvesztése miatt. A katonák félelmükben a sivatagba menekülnek, a felkelők pedig kiszabadítják Troyt, valamint további foglyokat találnak egy szobában. Néhány iraki katona rájön a trükkre, és visszatér a bunkerhez, ahol Troyt és Conradot is meglövik. Conrad meghal, Troynak pedig a lövés felsérti a tüdejét. Amíg nem kap rendes ellátást, kénytelen egy szelep segítségével kb. 15 percenként kiengednie a mellkasából a levegőt.
Eközben a bázison Troy felettesei a főtörzsőrmester kimentésén dolgoznak. Archie felhívja Waltert, és megkéri hogy hozzon teherautókat, valamint szóljon Adrianának, hogy csatlakozzon hozzájuk tudósítani. Ezek után minden egyes menekültnek adnak egy rúd aranyat, a maradékot pedig elássák. A teherautókból álló konvoj eléri az iráni határt. A terv szerint a három amerikai katona kísérné át őket a határt őrző iraki katonák előtt, megakadályozva, hogy megtámadják őket. Azonban mielőtt átérnének, megérkezik az amerikai hadsereg és letartóztatja a menekülteket segítő Archie-t, Troyt és Chiefet. Archie azonban, a többiek beleegyezésével, felfedi, hogy tudja hol van a Kuvaittól ellopott arany, és odaígéri az amerikai tiszteknek, ha azok megengedik, hogy átkísérjék a lázadókat a határon.
Adriana riportjának köszönhetően végül Archie-t és társait felmentik a vádak alól. Leszerelés után Archie és Chief a filmgyártásban helyezkedik el katonai tanácsadóként, Troy pedig hazatér családjához és saját szőnyegboltot nyit. A megkerült, ám hiányos aranykészlet visszakerül a kuvaitiakhoz.
|  | Itt a vége a cselekmény részletezésének! |

## Szereposztás
| Színész            | Szerep             | Magyar hang          |
| ------------------ | ------------------ | -------------------- |
| George Clooney     | Archie Gates       | Szabó Sipos Barnabás |
| Mark Wahlberg      | Troy Barlow        | Kálloy Molnár Péter  |
| Ice Cube           | Chief Elgin        | Gesztesi Károly      |
| Spike Jonze        | Conrad Vig         | Takátsy Péter        |
| Cliff Curtis       | Amir Abdullah      |                      |
| Saïd Taghmaoui     | Saïd százados      |                      |
| Mykelti Williamson | Horn ezredes       | Vass Gábor           |
| Holt McCallany     | Van Meter kapitány |                      |
| Judy Greer         | Cathy Daitch       |                      |
| Christopher Lohr   | Teebaux            |                      |
| Jon Sklaroff       | Paco               |                      |
| Liz Stauber        | Debbie Barlow      |                      |
| Marsha Horan       | Amir felesége      |                      |
| Alia Shawkat       | Amir lánya         |                      |

## A film készítése

### Forgatókönyv és szereplőválogatás
A forgatókönyvet eredetileg John Ridley volt humorista írta Spoils of War címmel, kísérletképpen. Arra volt kíváncsi, hogy milyen gyorsan tud megírni és eladni egy filmet. Az íráshoz hét napra volt szüksége, a Warner Bros. pedig 18 nappal később vásárolta meg a kész forgatókönyvet. Később David O. Russell egy, a stúdió által összeállított, filmterveket tartalmazó listáról választotta ki a Spoils of War-t. A cím mellett magyarázatként azt szerepelt, hogy „az öbölháború idején játszódó rablás”. A rendező állítása szerint soha nem olvasta el Ridley szövegét, hogy az ne befolyásolja saját ötletét, azt azonban elismerte, hogy „John ott van megemlítve, ahol szükséges. Az általam kidolgozott ötlet csírája az övé volt.” Ridley ennek ellenére úgy érezte, hogy Russell kizárja őt az alkotói folyamatból: „amíg forgatott, semmi hírt nem hallottam felőle. Sohasem láttam a szövegen végzett módosításokat. Aztán egyszer csak egy évvel később kapok egy másolatot a forgatókönyvről, és a nevem még csak nem is szerepel rajta. (...) Akár szóról szóra is átírhatja Russell, akkor is az én történetem marad.” A Warner Bros. megállapodott Ridley-vel, hogy az alapötlet kitalálójaként megemlítik a nevét, ő azonban így is megakadályozta, hogy Russell könyv formájában kiadhassa a forgatókönyvet.
Russell számára a film készítésének legnehezebb része a forgatókönyv megalkotása volt. Állítása szerint „az öbölháború idején játszódó rablás” gondolatából indult ki, nem az eredeti forgatókönyvből. Másfél évig tartó kutatása során nemcsak a sajátos részletek valósághű ábrázolására koncentrált, hanem a háború képi világának megfelelő megjelenítésére is. Kenneth Jareke Just Another War és Gilles Peres Telex Iran című könyvét tanulmányozta, valamint a The Los Angeles Times háborúról szóló napi beszámolóit is. Az itt közölt képeket nézegetve arra jutott, hogy egy ilyen környezetben rengeteg furcsa és vicces jelenet kerekedhet, amik írása alapját adhatják. Fontosnak tartotta megjeleníteni a háború komikussága mellett annak többi rétegét is, mint például a tragédiát és cinikusságot. Ez vezetett ahhoz a jelenethez, amikor a katonák a bunkerben az aranyat keresik: a TV Rodney Kinget mutatja, az egyik fickó épp egy lopott edzőgépet használ, egy másik Archie-nak egy konyhagépet ajánl, egy harmadik egy CD lejátszót próbál eladni Troynak, miközben a következő ajtó mögött már egy férfit kínoznak. Russell szerint ez adja filmje lényegét.
A forgatókönyv írásával párhuzamosan kezdte keresni azokat a színészeket, akik az általa kitalált karaktereket szerinte megfelelően életre tudnák kelteni. Bár Russell barátja, Spike Jonze korábban egyetlen filmben sem szerepelt, a rendező Conrad Vig szerepét kifejezetten neki írta. A karakter déli akcentusát telefonon keresztül gyakorolták, míg Jonze első nagyjátékfilmjét, A John Malkovich menet-et rendezte. Amikor Russell úgy látta, hogy barátja képes lesz megbirkózni a feladattal, felkereste a stúdiót, ami kezdetben vonakodott egy ilyen fontos szerepet egy amatőr színészre bízni, ám végül beleegyezett. Russell szerint Jonze zöldfülűsége segítette is a produkciót, úgy fogalmazva, hogy „szeretem azt a zűrzavart, amit egy amatőr színész hoz magával a forgatásra.... igazán felrázza a dolgokat.”
George Clooney-nak a Warner Bros.-nál dolgozó barátja csempészte ki a készülő forgatókönyvet, és a színész azonnal megkedvelte azt. Ekkor a közönség leginkább a Vészhelyzet című amerikai sorozatból ismerhette, ő azonban úgy érezte, hogy egy filmben is meg tudná állni a helyét. Russell ekkor még Archie Gates megformálására Clint Eastwoodot szerette volna felkérni. Később meggondolta magát, és egy fiatalabb karakterré írta át a figurát. Amikor Clooney meghallotta, hogy a főszerepre fiatalabb színészt keresnek, azonnal megragadta az alkalmat. Russell így sem akarta leszerződtetni, így a színész egy humoros levélben próbálta meggyőzni, később pedig még New York-i lakásában is felkereste a rendezőt. Őt még ez sem győzte meg. A stúdió Mel Gibsont szerette volna megszerezni, Russell mégis Nicolas Cage-et kereste fel, aki az ajánlatot A holtak útja című film miatt visszautasította. Russell végül beadta a derekát, és leszerződtette Clooney-t. Később úgy nyilatkozott Clooney-ról, hogy Archie megformálására született. Clooney párhuzamosan dolgozott a Sivatagi cápákon és a Vészhelyzeten, minden héten négy napig az előbbit, míg három napig az utóbbit forgatta.
Ice Cube volt az első, aki leszerződött a filmre. Russell mindenképpen őt vagy Charlie Hayes-t szerette volna megszerezni. A rendezőt lenyűgözte Cube 1991-es Fekete vidék című filmben nyújtott alakítása, és szerinte azóta nem volt komolyabb szerepe, ahol bizonyítani tudta volna képességeit. Mark Wahlberg kapta a jó szándékú, ám bizonytalan főtörzsőrmester, Troy Barlow szerepét. Állítása szerint ez volt az első olyan szerepe egy jó filmben, amiért nem kellett könyörögnie. Russellt a színész 1997-ben készült Boogie Nights című filmben végzett munkája győzte meg. Wahlberg számára a legnagyobb kihívás a kínzás jelenete volt, a felvételek készítésekor saját kérésére valóban megrázták árammal. A Sivatagi cápák forgatása alatt ő és Russell összebarátkoztak, később közösen több filmet is készítettek.
A filmben számos statiszta valóban iraki menekült volt.

### Forgatás
A film 78 nap alatt készült el, a stáb arizonai, mexikói és kaliforniai helyszíneken forgatott. A stúdió aggodalmával nem törődve Russell több filmezési technikával is kísérletezett. Elmondása szerint a Sivatagi cápák látványvilágát Oliver Stone munkássága ihlette. Stone mellett „sokan mások is használtak már ilyen módszert, de valószínűleg Oliver volt az első olyan rendező, aki megfelelő arányban és mértékben alkalmazta azt.” Ezek mellett Mihail Konsztantyinovics Kalatozov Szállnak a darvak és Én, Kuba című filmjei képi világa is inspirálta. Russell kézikamera és steadicam segítségével dokumentarista jelleget kölcsönzött a jeleneteknek. Mivel az öbölháború volt az első olyan háború, amiről színes képek jelentek meg az újságokban, ezen fényképek képi világát akarta utánozni: „Észrevettük, hogy ezeken a fotókon a színek sokkal telítettebbek, nagyon kontrasztosak, és a nyomtatás miatt kissé szemcsésnek tűnnek. Ilyen hatást akartam én is elérni.” Emellett a filmnek különleges látványvilágot képzelt el, „az volt a lényeg, hogy a többi háborús filmtől eltérő helyet és környezetet hozzunk létre. A néző kényelmetlenül érezze magát, mintha egy idegen helyen lenne.” Ennek megfelelően három technikát alkalmazott a Sivatagi cápákhoz. Az elsőt a film elején, amikor a naiv, fiatal katonák felderítik a sivatagot, a másodikat akkor, amikor elindulnak az aranyért, és a harmadikat akkor, amikor hazatérnek és ismét a biztonságos, megszokott környezetükben vannak. A különböző megjelenítési módok kidolgozásával a rendező Tom Sigel operatőrt bízta meg. Sigel az 1980-as években dokumentumfilmeket forgatott Közép-Amerika polgárháborúiról, ahol nagy tapasztalatot szerzett a háború képi világának ábrázolásáról.
Sigel a kezdő képsorokat Super 35 mm-es filmre rögzítette és az utómunkálatok alatt kifehérítette azokat. A kópián ezzel sikerült olyan hatást elérnie, ami „elvette a színek eredeti telítettségét, és szemcsés, durva hatást keltett”. A film középső részéhez, amikor a katonák elindulnak az aranyért, Sigel és Russell olyan technikát alkalmazott, amit a stúdió sokáig nem akart elfogadni: a jeleneteket Kodak Professional Plus Ektachrome-ra rögzítették, amit általában állóképekhez használnak. A technikával azonban sikerült olyan hatást elérni, ami még kontrasztosabbá teszi a színeket, árnyékokat és árnyalatokat. A módszerrel nagyon nehéz volt dolgozni, és a fények beállítása is bonyolultabbá vált: mivel a részletek elmosódnak, az átlagosnál több megvilágításra volt szükség. A Warner Bros. igencsak idegenkedett az Ektachrome alkalmazásától, mert a módszert a legtöbb laboratórium nem képes megfelelően kezelni a tapasztalat hiánya és a végeredmény bizonytalan kimenetele miatt. Végül a CresNational cég elvállalta a felvételek elkészítését. Sigel korábban dolgozott ilyen technikával, azonban az sokkal kisebb léptékű munka volt. A Kodaknak kérésükre külön Ektachrome kópiákat kellett gyártania. Azokban a jelenetekben, ahol a katonák visszatérnek hétköznapi, megszokott környezetükbe, az operatőr visszatért a hagyományos Super 35 mm-es film alkalmazásához, azonban a fények és szűrés segítségével a színtelítettséget növelte. Ezzel a hatással még barátságosabb környezetet akartak teremteni.
A robbanások felvételekor Russell nem a leginkább elterjed többkamerás beállítást használta, hanem csak egy kamerával dolgozott. A rendező szerint így a végeredmény „sokkal valóságosabbnak hat. (...) Természetesen a producerek tiltakoztak, azt mondták, legalább három kamera kell. De ha három nézőpontból vágom össze a robbanást, az olyan lesz, mint egy akciófilm.” Azért, hogy még kevésbé tűnjön akciófilmnek, Russell még a hangeffekteket is tompította és minimalizálta, főleg a fegyverropogás esetében. Mivel a rendező szerint a nézők többsége már hozzászokott az ilyen filmekben a fegyverek elsütéséhez, azt akarta hogy a Sivatagi cápákban minden egyes kilőtt lövedéknek súlya legyen és drámaibb hatást érjen el.
A filmben többször visszatérő elem az a jelenetsor, ami azt mutatja be, ahogy a golyó behatol az emberi testbe: először akkor látható, amikor Archie a lőtt seb okozta szepszist magyarázza, majd amikor Troyt meglövik és a golyó kiszakítva a tüdejét légmellet okoz. A jelenetekhez Russell inspirációja egy, a sürgősségi osztályon dolgozó orvos barátja volt, akihez gyakran átment a forgatókönyvön dolgozni. Russell megkérdezte tőle, hogy valójában mi történik a szervezetben, amikor meglövik az embert, és mi volt a számára legkülönlegesebb sérülés. A jelenetek igen nagy vitát kavartak, amikor Russell egy interjúban azt állította, hogy a forgatás során egy igazi holttestet használtak. Később a Warner Bros. és a rendező is tagadta ezt, azt nyilatkozva, hogy egy kellékbábu és vizuális effektek segítségével készültek a jelenetek.
A stábot három katonai tanácsadó is segítette, valamennyi az öbölháború veteránja volt. Egyikük a produkció alatt halt meg, feltehetően azoknak a kémiai anyagoknak köszönhetően, amiknek a háborúban volt kitéve. Mivel a színészek nem vettek részt komolyabb katonai felkészítésen, ők segítettek nekik elsajátítani a katonai szakszlenget és megtanították hitelesen lőni őket. Mellettük három arab tanácsadó is részt vett a forgatáson, ők az arab nyelv, a vallás és a falfirkák hitelességéért feleltek.
Azért, hogy a film időben elkészüljön, egy időben három vágó is dolgozott: Robert Lambert, Pam March és Mark Bourgeois.

#### Viszályok a forgatáson
A forgatás nagyon nehéznek bizonyult Russell számára, aki számos kockázatot vállalt a több millió dollár költségvetésű stúdiófilmmel. Akkoriban a Warner Bros. már évek óta nem valósított meg olyan filmet, amely egy rendező egyéni és sajátos ötletén alapszik és az igazgatóság habozott ilyen sok pénzzel támogatni a korábban független filmeken dolgozó alkotókat. A forgatókönyv politikai felhangja szintén aggasztotta őket, különös tekintettel arra, hogy ekkorra még mindig nem ültek el a Közel-Keletet érintő problémák. Amikor a Planet Hollywood Fokvárosban található éttermét felrobbantották, a stúdió felfüggesztette a film készítését a terrorfenyegetettségre hivatkozva. A Warner ezek után több lehetőséget is mérlegelt a filmmel kapcsolatban, többek között, hogy átadja egy másik stúdiónak a jogokat, teljesen átírják a forgatókönyvet, vagy várnak hat hónapot, amíg elül a feszültség. Végül az egyik igazgató úgy döntött, hogy mégis ők készítsék el a filmet, igaz, néhány kérdésben korlátozták Russellt. A rendező eredetileg 80 forgatási napot kért a stúdiótól, ami azonban csak 68 napot engedélyezett, és a költségvetést is 35 millió dollárra akarta csökkenteni. Ezen felül a forgatókönyvön is módosítani akartak: a politikai utalások csökkentését és az erőszakosabb jelenetek — mint például a tehén felrobbantása vagy az iraki nő lelövése — kivágását követelték. Emellett Russell kénytelen volt aláírni egy dokumentumot, ami arról szólt, hogy a filmből eltávolítják a Michael Jackson elleni pedofília vádjára tett utalásokat.
A stáb számára szokatlan volt Russel rögtönzésen és improvizációkon alapuló rendezési stílusa. Ahelyett, hogy szervezett listát készített volna a felvételekről, Russell spontán ötletek alapján dolgozott, ezért sokszor túlórára volt szükség. A stáb néhány tagjából ezek a módszerek, és ezáltal maga Russell is, ellenszenvet váltottak ki. Clooney szerint a rendező „sebezhető és önző volt, ami rengeteg ordibálásban nyilvánult meg.” Amikor a frusztráció dühkitörésekhez vezetett, Clooney feladatának érezte megvédeni a stáb többi tagját és a statisztákat. Ezzel azonban tovább növelte a feszültséget. Amikor egy statisztának epilepsziás rohama lett, Clooney azonnal a segítségére sietett, míg Russell látszólag egyáltalán nem foglalkozott a helyzettel. A történtek után Clooney bírálta a rendezőt, aki azzal védekezett, hogy néhány méterrel odébb épp egy jelenet beállítása kötötte le, és egyszerűen nem vette észre, mi történt. A kettejük közötti viszály tovább fokozódott, amikor egy Humvee-ra erősített kamerával forgattak. Clooney szerint Russell ordítozni kezdett a sofőrrel, hogy hajtson gyorsabban. Odament hozzájuk, és megkérte őt, hogy fejezze be. Russell azonban később máshogy emlékezett vissza a történtekre: „a kamera eltört, a nap már a végéhez közeledett és ezért ideges voltam.” Állítása szerint egyszerűen „csak rugdostam a port, meg ilyesmik. És akkor George elkezdte vehemensen védeni a sofőrt, akihez igazából egy szót sem szóltam.”
Mindezek ellenére Clooney eltökélt szándéka volt, hogy a produkcióval marad. Segített meggyőzni a producereket, hogy bizonyos jeleneteket (például a tehén felrobbanását) ne vágjanak ki a végleges filmből, még azok után is, hogy a produkció előkészületei alatt megpróbálták meggyőzni, hogy hagyja ott a filmet. Szerződése értelmében még akkor is kapott volna kompenzációt, ha úgy dönt, kiszáll. A sorozatos viták után a színész a békülés jeleként írt egy levelet Russellnek, amiben a rendező viselkedését bírálta. Néhány nappal később azonban, a film befejezésének forgatásakor újból összevesztek. A jelenet szerint a három katonának át kellett kísérnie az iraki menekülteket a határon. A helyszínen több színész, számos statiszta, és leszállni készülő helikopterek voltak. A vita akkor robbant ki, amikor egy statiszta nem tudta Ice Cube karakterét megfelelően a földre lökni. Néhány felvétel után Russell odament a statisztához, és elkezdte neki lépésenként magyarázni, hogy mit vár tőle. Néhány szemtanú szerint a rendező csak azt mutatta neki, hogyan adja elő hitelesen a szerepét. Ennek ellenére mások, köztük Clooney, úgy látta, hogy Russell erőszakosan a földre taszítja a statisztát. Clooney később úgy emlékezett vissza, hogy „egy jelenetet próbáltunk felvenni, amikor megvadult. Őrjöngeni kezdett egy statisztával.” Odament hozzájuk és a mellékszereplő védelmére kelt. Egy darabig kiabáltak egymással, majd összeverekedtek. Paul Bernard másodasszisztens annyira megdöbbent, hogy letette a kamerát és egyszerűen elsétált, ezzel gyakorlatilag felmondva. Clooney utólag úgy nyilatkozott, hogy „Fogok-e vele a jövőben együtt dolgozni? Egyáltalán nem. Soha. Úgy gondolom-e, hogy rendkívül tehetséges és megérdemli az Oscar-díjat? Persze.” Russell később egy más véleményt fogalmazott meg: „mindketten szenvedélyesek vagyunk és nekünk van a forgatáson a legnagyobb hatalmunk”, hozzátéve, hogy továbbra is barátok. Ice Cube szerint a konfliktus segített a filmnek: „nem bánnám, ha a rendező és a filmcsillag minden filmemben összeveszne.”
Bár a stúdió minél inkább titkolni próbálta Russell és Clooney nézeteltéréseit és verekedését, mindkét fél megfogalmazott egy-egy hivatalos nyilatkozatot róla, miszerint a vita elült és egyikük sincs rossz szándékkal a másik iránt. Clooney későbbi interjúkban továbbra is nyíltan beszélt az ügyről. A 2003 októberében megjelent Vanity Fair címlap sztorijában azt mesélte, hogy „ki nem állhattam, hogy a stáb tagjait megalázta és ordítozott velük, nekik pedig tilos volt megvédeniük magukat. Nem hiszek ebben, teljesen megőrjít. Így akkor az volt a dolgom, hogy megalázzam azokat, akik megaláznak másokat.” Gregory Goodman főproducer és gyártásvezető úgy reagált a színész állításaira, hogy azok „nem vetnek jó fényt [Clooney-ra]. Olyan ez, mint valami óvodás civakodás.” 2012 elején a színész azt állította, hogy azóta rendbe hozták kapcsolatukat, úgy érvelve, hogy „Egy igazán nagyszerű filmet sikerült összehoznunk, és igen nehéz volt együttdolgozni, de mindketten öregszünk. Nagyszerűnek tartom a munkásságát, és úgy gondolom, hogy ő is értékeli, amit én próbálok elérni.”

## Bemutató és bevételi adatok
A Sivatagi cápák bemutatója az Egyesült Államokban volt 1999. október 1-jén, Magyarországon 2000. február 24-én került a mozikba.
Az alkotást az Egyesült Államokban október 1-jén 2942 moziban mutatták be, és az első hétvégén 15,8 millió dollár bevételt termelt, amivel a hétvégi toplista második helyezését érte el a Kettős kockázat mögött. A következő hétvégén 12 millió dollár folyt be a film vetítéséből, amivel a toplistán a 3. helyre csúszott vissza. Vetítésének 5. hétvégéjén már a 10. helyen zárt, majd ezt követően többé nem sikerült az első tíz helyezett között végeznie. Hazai összbevétele 60 652 036 dollár lett, amivel az 1999-es év 39. legtöbb bevételét elérő mozija lett, egyben a Warner Bros. 8. legsikeresebb filmje az évben. Az Egyesült Államokon kívül a film 47,1 millió dollárt termelt, így az összbevétel 107 752 036 dollárra nőtt. Ezzel az év 37. legnagyobb összbevételét szerző alkotása lett.

### 2004-es sikertelen bemutató
2004-ben a Warner Bros. úgy gondolta, hogy a film ismét aktuális lett az iraki háború miatt, így úgy döntöttek, hogy újból bemutatják mozikban illetve DVD-n. Mivel nem tudták kimaradt jelenetekkel bővíteni, Russell kísérőfilmként Soldiers′ Pay címmel rövid dokumentumfilmet készített az iraki háborúról. Az alkotás William Faulkner azonos című regénye alapján készült, ami egy első világháborúból visszatérő pilóta életét mutatja be. Russell szerint a dokumentumfilm elfogulatlanul bemutatja „a háború mindkét oldalát, azokat az embereket, akik örülnek a háborúnak, akik hisznek a küldetésben, és azokat, akik nem.”
A dokumentumfilm készítéséhez Russell mind irakiakat, mind pedig amerikai katonákat is felkeresett, többek között Matt Novak törzsőrmestert is, akit egy magánnyomozó segítségével sógorán keresztül sikerült elérnie. A kérdésre, hogyan vélekedtek az általa megkérdezett irakiak, a rendező azt felelte, hogy „minden iraki, akit ismerek, örül, hogy Szaddám megbukott. Ebben egyáltalán nem értek egyet Michael Moore-ral. Szerintem jó, hogy megbukott. És úgy érzem-e, hogy alapvetően a film véleménye szerint Irak jobb hely lett Szaddám nélkül? Igen. Jobb lett a világnak ezzel a háborúval? Nem tudom, szerintem nem.”
Russell 2004 novembere előtt szerette volna újból bemutatni az alkotást, azt remélve, hogy így „talán változtathat a dolgokon a választások előtt,” a stúdió az utolsó pillanatban mégis lefújta a bemutatást. Ennek okaként a dokumentumfilm körüli vitákat nevezte meg, valamint azt, hogy a vártnál később kapták meg az anyagot. A rendező erre úgy reagált, hogy „ha tényleg ki szerették volna újból adni, megtehették volna.” A dokumentumfilmet végül az Independent Film Channel vásárolta meg és a novemberi választások előtti éjjelen vágatlanul levetítette.

## Kritikai visszhang
A Sivatagi cápák többnyire pozitív kritikai fogadtatásban részesült mind a kritikusok, mind pedig a veteránok körében. A Rotten Tomatoes elnevezésű, véleményeket összegyűjtő weboldal 94%-ra értékelte a filmet, 129 kritikából 121 elismerő volt. Ugyanezen honlapon ezzel az eredménnyel az 1999-ben bemutatott filmek között az 5. legjobbnak bizonyult. Az összefoglaló vélemény szerint a Sivatagi cápák „sikeresen gyúrja egy izgalmas, öbölháborúban játszódó filmmé az akció, dráma és vígjáték elemeit.” A Metacritic weboldalon, amely szintén a kritikákat összegzi, az alkotás 34 bírálat alapján 82 pontot kapott az elérhető 100-ból.
Roger Ebert maximálisra értékelte a Sivatagi cápákat, amely szerinte „egyfajta különös mestermű, egy őrült háborús film, egymásnak ereszti az akciót és humort, ami végül politikai indulatokba fordul.” Dicséri Russell forgatókönyvét, ami az akciót a történet eszközeként kezeli, nem pedig az egész film céljaként. A cselekmény felépítése átlagos, mégis a beleszőtt politikai nézőpont, a karakterek és a váratlanul felbukkanó humor többé teszi annál, a forgatókönyv „megújítja a kliséket.” Ebert a karaktereket is dicséri, külön kiemelve, hogy az arab szereplők nem hordozzák a hollywoodi filmekre jellemző sztereotípiákat. Kritikáját azzal összegzi, hogy Russell harmadik alkotása, és egyben első stúdiófilmje nemcsak a rendező lelkesedését mutatja, hanem látszik az önuralom is, aminek segítségével ezt a rajongást tudatosan mondanivalója felé irányítja. A John Malkovich menet és a Magnólia mögött 1999 3. legjobbjaként említi. Todd McCarthy a Variety számára írt kritikát, amelyben dicséri a film fekete humorát, meglepő akciójeleneteit, a stílusok keveredését, az éles politikai felhangot, valamint a színészi játékot, a filmzenét és Russell munkáját, ahogy gyorsan és mesterkéltség nélkül szövi filmjébe a mondanivalóját. Az alkotás egyik gyenge pontja számára Archie pálfordulása, ahogy az öncélú küldetést feláldozza a menekültek megmentése érdekében, ami mind a forgatókönyv, mind pedig Clooney karakterábrázolása alapján logikátlannak hat.
A TCM kritikusa, Jay Carr szerint a Sivatagi cápák nemcsak az arab témájú filmek sztereotípiáit vetkőzi le, hanem egyben minden idők egyik legjobb háborús filmje, ami azért több a Kelly hőseinél (1970) vagy a M*A*S*H-nél (1970), mert nemcsak a háborút, hanem a háborús filmeket is elítéli. „Általában a háborús filmek jelentős részét a harcosok hősiességének méltatása teszi ki, és sohasem feszegetik az adott háborúhoz kapcsolódó szélesebb erkölcsi és politikai kérdéseket. (...) [A Sivatagi cápák] nem vesztegeti az időt, azonnal az asztalra csapja az ötletet, hogy a háborút nem nemes elv, hanem nem kisebb dolog, mint maga a gazdasági opportunizmus idézte elő, és ugyanolyan zavarosan és áttekinthetetlenül zajlott le, mint a vietnámi háború.” Carr azt is megemlíti a film érdemeként, hogy az mindkét fél — az iraki lázadók és a Szaddám Huszein oldalán harcoló iraki katonák — nézőpontját bemutatja. Szintén az iraki karakterek kidolgozottságát és a harcoló felek hasonlóságának kiemelését dicséri a The New York Times kritikusa, David Edelstein: „A Sivatagi cápák nem az első olyan háborúellenes alkotás, amiben az egymással szemben álló felek katonái felismerik saját magukat egymásban a ravasz meghúzása előtt, mégis ez a legeredetibb abból a szempontból, hogy itt ezt a közös fogyasztás szempontjából mutatja be. (...) Az egyetlen dolog, amiben a farmernadrágokkal a füsttel teli bunkerből menekülni próbáló iraki tiszt és a Louis Vuitton táskákba aranyrudakat pakoló amerikaiak különböznek, az a becsvágy mértéke.”
A magyar kritikusokat megosztja a film. Böszörményi Gábor Mozinet Magazinban megjelenő kritikájában elismerően szól a film többrétegű arab karaktereiről és a sztereotípiák kerüléséről. A vége azonban még így sem mentesül a Hollywoodra jellemző kiábrándító befejezéstől, valamint annak ellenére, hogy több mondanivalója van egy átlagos akciófilmnél, hiányzik belőle a háborúellenes kultfilmek minősége. A Filmvilág című folyóirat cikkében Mátyás Péter „háborús propagandafilm”-nek nevezi a Sivatagi cápákat, amelyet szerinte méltatlanul hasonlítanak a M*A*S*H-hoz vagy A 22-es csapdájához. „Valójában az egész nem több egy Indiana Jones-történetnél, ami azonban nélkülözi Spielberg könnyedségét és eleganciáját. Helyette unalmas erkölcsi prédikációkkal és közhelyekbe fulladó filozofálgatásokkal terhelik a nézőt.” A Filmtettben megjelenő értékelésében Horvát Zsolt abban látja a forgatókönyv erényét, hogy egy ilyen „velős és egyszerű” történetbe „sikerült belezsúfolni több-kevesebb világpolitikát, médiaszatírát, háborúellenes cinizmust, egy nagy adag világfájdalmat és fokozódó hazafiasságot.” A film igazán a befejezésével veszít színvonalán, mivel nem tudja elkerülni a közhelyeket.

## Díjak és elismerések
A Sivatagi cápákat a kritikusok sokáig az Oscar-díj egyik esélyesének tartották, ám végül egyetlen jelölést sem kapott. David O. Russellt több filmkritikusi szövetség is jelölte, mind rendezéséért, mind pedig forgatókönyvéért. A politikai témája miatt a filmet a Politikai Filmszövetség (Political Film Society) három kategóriában is jelölte, amelyből egyet sikerült is díjra váltania, valamint az Egyesült Államok legnagyobb arab szervezete szintén díjjal honorálta az alkotókat az arabok humánus ábrázolásáért.
| Díj                                                   | Kategória                                  | Jelölt(ek)                                                     | Eredmény |
| ----------------------------------------------------- | ------------------------------------------ | -------------------------------------------------------------- | -------- |
| Black Reel Awards                                     | legjobb mellékszereplő                     | Ice Cube                                                       | Jelölve  |
| Blockbuster Entertainment Awards                      | legjobb színészgárda akciófilmben          | Mark Wahlberg, George Clooney, Ice Cube                        | Elnyerte |
| Boston Society of Film Critics Awards                 | legjobb film                               | Sivatagi cápák                                                 | Elnyerte |
| Boston Society of Film Critics Awards                 | legjobb rendező                            | David O. Russell                                               | Elnyerte |
| Broadcast Film Critics Association Award              | legnagyobb áttörés                         | Spike Jonze A John Malkovich menet-ért és a Sivatagi cápák-ért | Elnyerte |
| Broadcast Film Critics Association Award              | legjobb film                               | Sivatagi cápák                                                 | Jelölve  |
| Chlotrudis Awards                                     | legjobb operatőr                           | Newton Thomas Sigel                                            | Jelölve  |
| Film Critics Circle of Australia Awards               | legjobb angol nyelvű külföldi film         | Sivatagi cápák                                                 | Jelölve  |
| Hollywood Makeup Artist and Hair Stylist Guild Awards | legjobb smink jelenkorban játszódó filmben | Allan A. Apone, Donald Mowat, Ron Snyder, Adam Brandy          | Jelölve  |
| Motion Picture Sound Editors, USA                     | legjobb hangeffektek                       | Bruce Fortune, John Leveque, Shawn Sykora                      | Jelölve  |
| National Board of Review, USA                         | Top 10 Film                                | Sivatagi cápák                                                 | Elnyerte |
| National Society of Film Critics Awards               | legjobb rendező (második helyezett)        | David O. Russell                                               | Elnyerte |
| Online Film Critics Society Awards                    | legjobb DVD kommentár                      | Sivatagi cápák                                                 | Jelölve  |
| Online Film Critics Society Awards                    | legjobb operatőr                           | Newton Thomas Sigel                                            | Jelölve  |
| Online Film Critics Society Awards                    | legjobb vágás                              | Robert Lambert                                                 | Jelölve  |
| PEN Center USA West Literary Awards                   | legjobb forgatókönyv                       | David O. Russell                                               | Elnyerte |
| Political Film Society Awards                         | Béke                                       | David O. Russell                                               | Elnyerte |
| Political Film Society Awards                         | Demokrácia                                 | David O. Russell                                               | Jelölve  |
| Political Film Society Awards                         | Expozé                                     | David O. Russell                                               | Jelölve  |
| Satellite Awards                                      | legjobb eredeti forgatókönyv               | David O. Russell, John Ridley                                  | Jelölve  |
| Writers Guild of America                              | legjobb forgatókönyv                       | David O. Russell, John Ridley                                  | Jelölve  |

## Fordítás
Ez a szócikk részben vagy egészben  a   Three Kings (1999 film) című angol Wikipédia-szócikk ezen változatának fordításán alapul.  Az eredeti cikk szerkesztőit annak laptörténete sorolja fel. Ez a jelzés csupán a megfogalmazás eredetét és a szerzői jogokat jelzi, nem szolgál a cikkben szereplő információk forrásmegjelöléseként.